# Alterälven
Alterälven er en elv i den sydlige del af Norrbottens län, som løber i Piteå og Älvsbyns kommuner. 
Vandløbssystemet, som fået sit navn fra det oldnordiske navn for svane, alpt, er ca. 60 km langt, og har sit udspring i området mellem Älvsbyn og Boden, i søen Lule-Altervattnet ca. 20 km nordøst for Älvsbyn. Efter onkring 5 km går åen gennem Pite-Altervattnet og efter yderligere omkring 5 km gennem Pålsträsket, hvor den løber sammen med den største biflod Gäddträskälven. Alterälven munder ud i Håkansöfjärden i Bottenviken. Afvandingsområdet er 459 km². Den gennemsnitlige vandføring er ca. 8 m3/s set på årsbasis, og maksimalt 95 m3/s ved Altersbruk. 
I Nybyn lå det nedlagte fabriksanlæg Altersbruk. I dags findes kun mølledammen og den gamle mølle tilbage, men tidligere fandtes en dæmning til drift af jernværkets hamre (nedlagt 1890) og et savværk (nedbrændt 1964). Opstemningen udnyttes i dag af et lille vandkraftværk. 
Alterälven byder i maj måned på et af Sveriges bedste fiskevande for rimte, især hvor E4 krydser elven.

## Eksterne kilder og henvisninger
1. ↑  "svar_avromr_lan" (PDF). Arkiveret fra originalen (PDF) 28. september 2018. Hentet 21. oktober 2012.

65°24′10″N 21°29′50″Ø / 65.40278°N 21.49722°Ø